# Pont de la Bourse

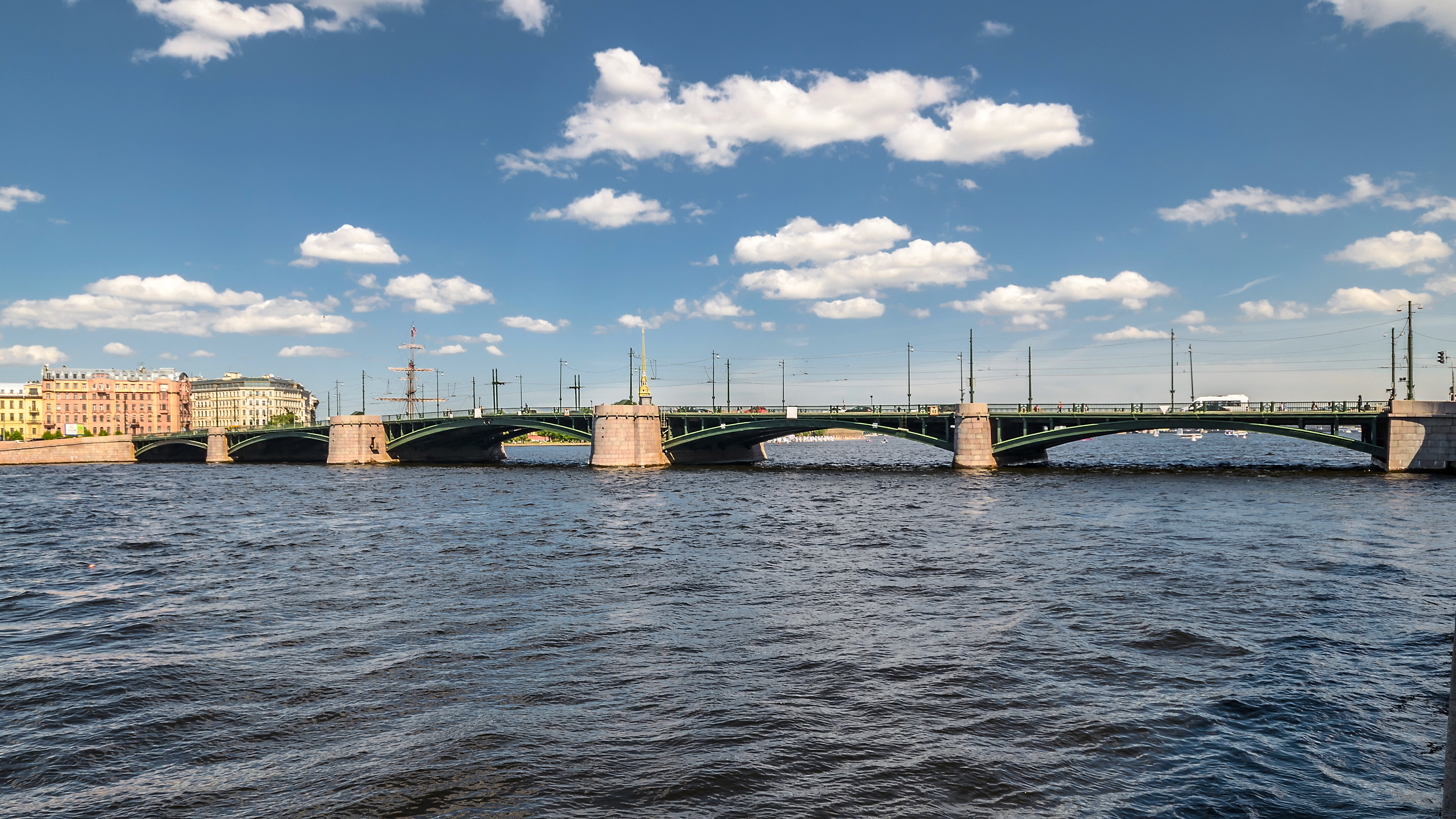
Pont de la Bourse.

Le pont de la Bourse (russe : Биржево́й мост - Birjevóï most) est un pont traversant la Petite Neva (défluent de la Neva) à Saint-Pétersbourg, en Russie. 
Sa longueur est de 239 mètres et sa largeur de 27 mètres. Le pont Birjevoï relie l'île Vassilievski à l'île de Pétrograd. Il tire son nom de la célèbre Vieille Bourse de Saint-Pétersbourg (Birja, russe : Биржа), bâtiment situé sur l'île Vassilievski.
Ce pont est l'un des trois ponts jetés sur la Petite Neva, les autres sont le pont Toutchkov et le pont Lazarev.

## Chronologie
- 1894 - le pont original en bois est construit
- 1922 - il est renommé Pont des Constructeurs
- 1956 - Reconstruction majeure
- 1989 - renommé en Pont de la Bourse

## Sources
- (en) Saint-Pétersbourg encyclopédie